# Rajmund Andrzejczak
Rajmund Tomasz Andrzejczak (ur. 29 grudnia 1967 w Świdnicy) – generał Wojska Polskiego, w latach 2018–2023 Szef Sztabu Generalnego Wojska Polskiego.

## Życiorys

### Wykształcenie
Absolwent Wyższej Szkoły Oficerskiej Wojsk Pancernych w Poznaniu (1991); Wojskowej Akademii Obrony Republiki Czeskiej w Brnie (2001); studia podyplomowe na kierunku bezpieczeństwo narodowe w Akademii Obrony Narodowej (2008); studia podyplomowe z zakresu polityki obronnej w Królewskiej Akademii Obrony (Royal College Defence Studies) w Londynie (2010).

### Służba wojskowa
We wrześniu 1987 r. podjął studia wojskowe jako podchorąży Wyższej Szkoły Oficerskiej Wojsk Pancernych, które ukończył w 1991 r. uzyskując dyplom inżyniera – dowódcy. W sierpniu 1991 r. był promowany na pierwszy stopień oficerski – podporucznika. W 1991 r. rozpoczął służbę zawodową w 2 pułku zmechanizowanym w Giżycku, gdzie objął stanowisko dowódcy plutonu. W 1993 r. został wyznaczony na dowódcę kompanii czołgów i po przeformowaniu 2 pz dowodził do 1996 r. kompanią czołgów w 15 Brygadzie Zmechanizowanej. W latach 1996–1998 pełnił służbę w 4 Brygadzie Kawalerii Pancernej w sekcjach rozpoznania i operacyjnej. W 1998 r. objął stanowisku szefa sztabu, którym był do 1999 r. W latach 2001–2003 był zastępcą dowódcy polsko-litewskiego batalionu Sił Pokojowych (LITPOLBAT).
W latach 2003–2005 dowódca 1 batalionu pancernego Ułanów Krechowieckich w Orzyszu, następnie m.in. dowódca polskiego kontyngentu wojskowego UNDOF na granicy izraelsko-syryjskiej. W latach 2008–2009 zastępca dowódcy 34 Brygady Kawalerii Pancernej w Żaganiu, następnie dowódca brygady w IV i V zmianie polskiego kontyngentu wojskowego w Afganistanie. Od 2010 r. był asystentem zastępcy dowódcy – szefa Sztabu 2 Korpusu Zmechanizowanego. 9 sierpnia 2011 Prezydent RP Bronisław Komorowski mianował go na stopień generała brygady. W latach 2012–2014 dowódca 17 Wielkopolskiej Brygady Zmechanizowanej w Międzyrzeczu. 8 grudnia 2014 został zastępcą dowódcy i szefem sztabu 12 Szczecińskiej Dywizji Zmechanizowanej. Od 3 maja 2016 dowódca 12 DZ. 11 sierpnia 2016 Prezydent RP Andrzej Duda mianował go na stopień generała dywizji. 29 czerwca 2018 przekazał gen. bryg. Maciejowi Jabłońskiemu dowodzenie dywizją. 29 czerwca 2018 Prezydent RP Andrzej Duda mianował go z dniem 3 lipca 2018 na stopień generała broni i na stanowisko Szefa Sztabu Generalnego Wojska Polskiego. 2 lipca 2018 odebrał z rąk Prezydenta RP akty mianowania na stopień wojskowy generała broni i na stanowisko Szefa SG WP. Postanowieniem Prezydenta Rzeczypospolitej Andrzeja Dudy z dnia 1 sierpnia 2018 generał broni Rajmund Andrzejczak został wskazany jako osoba przewidziana do mianowania na stanowisko Naczelnego Dowódcy Sił Zbrojnych.
Postanowieniem Prezydenta RP Andrzeja Dudy z dnia 7 listopada 2019 został mianowany na stopień generała. Akt mianowania odebrał 12 listopada 2019 z rąk Prezydenta RP w Pałacu Prezydenckim. 23 czerwca 2021 Prezydent RP mianował go na drugą kadencję na stanowisku Szefa Sztabu Generalnego Wojska Polskiego. 10 października 2023 generał Andrzejczak złożył wypowiedzenie stosunku służbowego zawodowej służby wojskowej, po czym pozostał w dyspozycji dyrektora Departamentu Kadr MON. W związku z zakończeniem zawodowej służby wojskowej z dniem 31 stycznia 2024, 29 stycznia 2024, będąc przeniesiony do rezerwy, został pożegnany przez szefa Sztabu Generalnego WP generała Wiesława Kukułę podczas uroczystości na dziedzińcu Sztabu Generalnego WP, gdzie pożegnał się z mundurem zgodnie z ceremoniałem wojskowym, a następnie w Ministerstwie Obrony Narodowej został uhonorowany i wyróżniony przez ministra obrony narodowej Władysława Kosiniaka-Kamysza.

## Awanse
- podporucznik – 1991
- porucznik – 1994
- kapitan – 1995
- major – 2000
- podpułkownik – 2004
- pułkownik – 2008
- generał brygady – 9 sierpnia 2011[6]
- generał dywizji – 15 sierpnia 2016[9]
- generał broni – 3 lipca 2018[11]
- generał – 7 listopada 2019[15]

## Ordery i odznaczenia
- Krzyż Oficerski Orderu Odrodzenia Polski – 2021[22][23]
- Krzyż Komandorski Orderu Krzyża Wojskowego – 2009[24]
- Wojskowy Krzyż Zasługi – 2016[25]
- Gwiazda Iraku
- Gwiazda Afganistanu
- Srebrny Medal „Siły Zbrojne w Służbie Ojczyzny”
- Brązowy Medal „Siły Zbrojne w Służbie Ojczyzny”
- Srebrny Medal „Za zasługi dla obronności kraju”
- Odznaka okolicznościowa „Medal 100-lecia ustanowienia SG WP” – 2018, ex officio
- Złota Wojskowa Odznaka Sprawności Fizycznej
- Wojskowa Odznaka Sprawności Fizycznej (wz. 2012)
- Odznaka Honorowa Wojsk Lądowych
- Odznaka pamiątkowa Dowództwa Wojsk Lądowych (nr 527) – 2007
- Odznaka pamiątkowa 17 WBZ – 2012, ex officio
- Odznaka pamiątkowa 12 DZ – 2016, ex officio
- Odznaka pamiątkowa SG WP – 2018, ex officio
- Odznaka 1 Pułku Ułanów Krechowieckich / 1 baonu czołgów 15 BZ w Orzyszu
- Srebrny Medal za Zasługi dla Policji
- Odznaka „Za Zasługi dla ZKRPiBWP”
- Odznaka Honorowa Związku Inwalidów Wojennych RP – 2013[26]
- Srebrny Medal „Opiekun Miejsc Pamięci Narodowej”
- Odznaka IV Klasy (Brązowa) „Za zasługi dla Związku Żołnierzy Wojska Polskiego”
- Medal XXX-lecia Związku Żołnierzy Wojska Polskiego
- Złoty Medal „Za Zasługi dla Związku Piłsudczyków RP” – 2015[27]
- Odznaka Honorowa PCK III stopnia
- Medal Pamiątkowy Wielonarodowej Dywizji Centrum-Południe w Iraku
- Medal Honorowy za zasługi dla Żandarmerii Wojskowej – 2019[28]
- Odznaka absolwenta Akademii Wojskowej w Brnie – Czechy
- Bronze Star – Stany Zjednoczone, 2009 (nadana dwukrotnie)[29][30]
- Army Commendation Medal – Stany Zjednoczone
- Komandor Orderu Gwiazdy Rumunii – Rumunia, 2023[31]
- Krzyż pamiątkowy Szefa Sztabu Generalnego Sił Zbrojnych Republiki Słowackiej II Stopnia – Słowacja, 2023[32]
- Medal ONZ za misję UNDOF (z cyfrą „2”)
- Medal NATO za misję ISAF – 2009[29][30]

## W kulturze
Generał Andrzejczak wystąpił w filmie MON promującym 15. rocznicę przystąpienia Polski do NATO. Od 1 lutego 2024 wraz z Sławomirem Dębskim prowadzi program Ground Zero w Kanale Zero należącym do Krzysztofa Stanowskiego.